# Hydraena melas
Hydraena melas är en skalbaggsart som beskrevs av Dalla Torre 1877. Hydraena melas ingår i släktet Hydraena och familjen vattenbrynsbaggar. Arten har ej påträffats i Sverige. Inga underarter finns listade i Catalogue of Life.